# Upogebia pusilla
Upogebia pusilla is een tienpotigensoort uit de familie van de Upogebiidae. De wetenschappelijke naam van de soort is voor het eerst geldig gepubliceerd in 1792 door Petagna.